# Данте Каннінгем
Данте Ламар Каннінгем (англ. Dante Lamar Cunningham, нар. 22 квітня 1987, Клінтон, Меріленд, США) — американський професіональний баскетболіст, форвард.

## Ігрова кар'єра

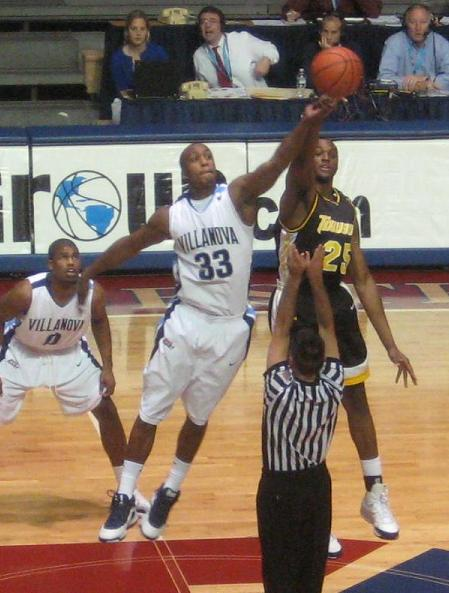
Каннінгем у грі за «Вілланову», 2008

На університетському рівні грав за команду Вілланова (2005—2009). На останньому курсі був лідером та найрезультативнішим гравцем команди, яка дійшла до фіналу чотирьох турніру NCAA.
2009 року був обраний у другому раунді драфту НБА під загальним 33-м номером командою «Портленд Трейл-Блейзерс». Захищав кольори команди з Портленда протягом наступних 2 сезонів.
В лютому 2011 року разом з Джоелем Пжибіллою та Шоном Марксом перейшов до «Шарлотт Бобкетс» в обмін на Джеральда Воллеса.
В грудні 2011 року перейшов до «Мемфіс Ґріззліс», у складі якої провів наступний сезон своєї кар'єри.
Наступною командою в кар'єрі гравця була «Міннесота Тімбервулвз», куди він перейшов у обмін на Вейна Еллінгтона та за яку відіграв 2 сезони.
З 2014 по 2018 рік грав у складі «Нью-Орлінс Пеліканс».
У лютому 2018 року став гравцем «Бруклін Нетс», куди був обміняний на Рашада Вона.
20 липня 2018 року підписав контракт з «Сан-Антоніо Сперс».
11 грудня 2019 року перейшов до складу китайського «Фуцзянь Стердженс».
7 липня 2021 року приєднався до пуерториканського клубу «Кангрехерос-де-Сантурсе».
27 серпня 2021 року підписав контракт з французьким «Ле-Маном».

## Статистика виступів в НБА

### Регулярний сезон
| Сезон             | Команда                   | GP  | GS  | MPG  | FG%  | 3P%  | FT%  | RPG | APG | SPG | BPG | PPG |
| ----------------- | ------------------------- | --- | --- | ---- | ---- | ---- | ---- | --- | --- | --- | --- | --- |
| 2009–10           | «Портленд Трейл-Блейзерс» | 63  | 2   | 11.2 | .495 | .000 | .646 | 2.5 | .2  | .4  | .4  | 3.9 |
| 2010–11           | «Портленд Трейл-Блейзерс» | 56  | 9   | 19.8 | .433 | .000 | .711 | 3.4 | .5  | .7  | .6  | 5.1 |
| 2010–11           | «Шарлотт Бобкетс»         | 22  | 9   | 24.0 | .508 | .111 | .765 | 4.0 | .6  | .7  | .5  | 9.0 |
| 2011–12           | «Мемфіс Ґріззліс»         | 64  | 5   | 17.6 | .516 | .000 | .652 | 3.8 | .6  | .7  | .5  | 5.2 |
| 2012–13           | «Міннесота Тімбервулвз»   | 80  | 9   | 25.1 | .468 | .000 | .650 | 5.1 | .8  | 1.1 | .5  | 8.7 |
| 2013–14           | «Міннесота Тімбервулвз»   | 81  | 7   | 20.2 | .464 | .000 | .567 | 4.1 | 1.0 | .8  | .7  | 6.3 |
| 2014–15           | «Нью-Орлінс Пеліканс»     | 66  | 27  | 25.0 | .457 | .100 | .617 | 3.9 | .8  | .7  | .6  | 5.2 |
| 2015–16           | «Нью-Орлінс Пеліканс»     | 80  | 46  | 24.6 | .451 | .316 | .695 | 3.0 | 1.0 | .5  | .4  | 6.1 |
| 2016–17           | «Нью-Орлінс Пеліканс»     | 66  | 35  | 25.0 | .485 | .392 | .593 | 4.2 | .6  | .6  | .4  | 6.6 |
| 2017–18           | «Нью-Орлінс Пеліканс»     | 51  | 24  | 21.9 | .440 | .324 | .556 | 3.8 | .5  | .5  | .3  | 5.0 |
| 2017–18           | «Бруклін Нетс»            | 22  | 1   | 20.3 | .468 | .383 | .688 | 4.8 | 1.0 | .5  | .6  | 7.5 |
| 2018–19           | «Сан-Антоніо Сперс»       | 64  | 21  | 14.5 | .475 | .462 | .778 | 2.9 | .8  | .4  | .2  | 3.0 |
| Усього за кар'єру | Усього за кар'єру         | 715 | 195 | 20.8 | .469 | .345 | .649 | 3.7 | .7  | .6  | .5  | 5.8 |

### Плей-оф
| Сезон             | Команда                   | GP | GS | MPG  | FG%  | 3P%   | FT%   | RPG | APG | SPG | BPG | PPG |
| ----------------- | ------------------------- | -- | -- | ---- | ---- | ----- | ----- | --- | --- | --- | --- | --- |
| 2010              | «Портленд Трейл-Блейзерс» | 5  | 0  | 8.4  | .600 | .000  | .833  | 2.6 | .0  | 1.0 | .0  | 4.6 |
| 2012              | «Мемфіс Ґріззліс»         | 7  | 0  | 7.0  | .364 | .000  | .000  | 1.6 | .0  | .1  | .3  | 1.1 |
| 2015              | «Нью-Орлінс Пеліканс»     | 4  | 0  | 18.8 | .818 | .000  | 1.000 | 4.5 | .5  | .8  | 1.0 | 5.3 |
| 2019              | «Сан-Антоніо Сперс»       | 5  | 0  | 2.6  | .667 | 1.000 | –     | 1.2 | .0  | .0  | .0  | 1.2 |
| Усього за кар'єру | Усього за кар'єру         | 21 | 0  | 8.5  | .600 | .667  | .889  | 2.3 | .1  | .4  | .3  | 2.8 |